# Wheaton (Illinois)

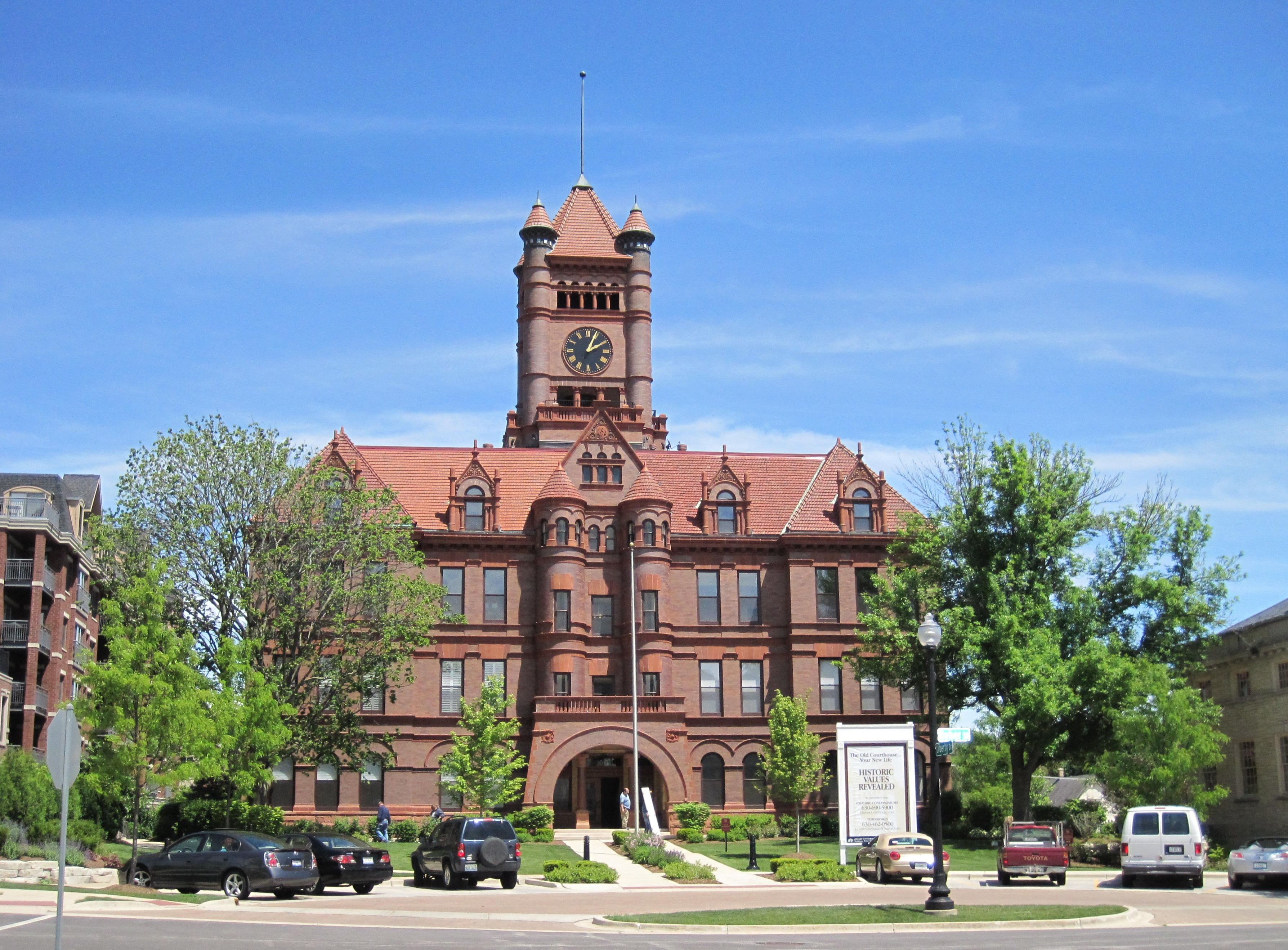

Wheaton – jedno z miast aglomeracji chicagowskiej. Siedziba hrabstwa DuPage. Populacja Wheaton liczy ok. 53 tysięcy mieszkańców. W 2019 roku uznane w rankingu magazynu „Money” za najlepsze miejsce do życia w stanie Illinois, z dobrze wykształconą populacją i bezpieczne. 
Posiada najwyższy odsetek (78,1%) białych mieszkańców niebędących Latynosami, wśród miejscowości obszaru metropolitalnego Chicago (powyżej 50 tys. mieszkańców). Nieco więcej niż Tinley Park (76,8%) i Arlington Heights (74,6%).
Wheaton jest znane z Wheaton College i  DuPage County Historical Museum.

## Ludność
Mieszkańcy miasta deklarują głównie pochodzenie niemieckie (23,9%), irlandzkie (16,8%), angielskie (10,2%), włoskie (9,8%), polskie (8,5%), szwedzkie lub norweskie (7,5%), azjatyckie (5,9%) i meksykańskie (5,1%). 10,1% mieszkańców urodziło się poza granicami Stanów Zjednoczonych.
Średni dochód gospodarstwa domowego (dane z 2023) w Wheaton wynosi 119 566 dolarów, zaś dochód na mieszkańca 62 785 dolarów. 5,9% mieszkańców żyje poniżej relatywnej granicy ubóstwa.